# Колежани
„Колежани“ (на английски: Greek) е американски телевизионен сериал по идея на Патрик Смит, продукция на ABC Family (сега Freeform).

## Сюжет
Внимание:  Текстът по-долу разкрива сюжета на произведението (или части от него)!
Ръсти Картрайт (Джейкъб Закар) отива в колежа, където учи по-голямата му сестра – Кейси (Спенсър Грамър). Съквартирантът му Дейл (Кларк Дюк) го води на купон, след който Ръсти е решен да се присъедини към братство, след като вижда как гаджето на Кейси - Евън (Джейк Макдорман) ѝ изневерява с Ребека Лоуган (Дилшад Вадсария). Именно нея трябва Кейси да привлече в клуба, за да си осигури президентството, поне според Франи (Тифани Дюпонт), която е настоящата президентка на ЗБЗ. По време на кандидатстването Ръсти се запознава с Капи (Скот Майкъл Фостър) – бившето гадже на Кейси. Всичко се обърква още повече, когато Ребека е приета в ЗБЗ, Капи иска да си върне Кейси, Евън прави още куп грешки. През това време новият приятел на Ръсти – Калвин (Пол Джеймс) разкрива, че е обратен, но само пред Ръсти. Ашли (Амбър Стивънс), която е най-добра приятелка на Кейси се влюбва в него.

## Персонажи
- Ръсти Картрайт е по-малкият брат на Кейси Картрайт. Той постъпва в Капа Тао Гама и много се сближава с Капи – президента. Въпреки че не е много близък със сестра си, той я защитава от Евън и ѝ помага в трудни моменти. Ръсти следва полимерна химия заедно със съквартиранта си Дейл.

- Кейси Картрайт е по-голямата сестра на Ръсти. Тя е кандидатка за президент на ЗБЗ, тъй като настоящият президент – Франи ѝ е по-голяма сестра и наставница. Нейна най-добра приятелка е Ашли. След връзката си с Капи тя решава да тръгне с Евън. След като той ѝ изневерява с Ребека Лоугън и тя се присъединява в клуба, целият ѝ живот се обърква.

- Капи е президент на Капа Тоа Гама. Той е бившето гадже на Кейси, но още изпитва чувства към нея. След като тя тръгва с Евън, той обръща гръб на най-добрия си приятел и се влюбва в Ребека, с която обаче нещата не вървят толкова гладко.

- Евън Чеймбърс е президент на Омега Кай Делта. Родителите му са богати и той още от първи курс иска да бъде просто Евън, и да не се набляга на статута му. Това обаче така и не става. Той става гадже с Кейси, но след като той ѝ изневерява с Ребека, лъже я и още куп ужасни неща, в крайна сметка той къса с нея. След това се опитва да се сдобри с нея, но това така и не става.

- Ребека Лоуган е дъщеря на сенатор Лоуган. Когато тя става новобранка преспива с Евън и оттогава отношенията ѝ с Кейси са много обтегнати. Въпреки това Кейси трябва да я приема в клуба заради престижа, който ще им донесе. След няколко неуспешни опита да съсипе връзката на Кейси и Евън, тя става гадже с Капи. Въпреки престижа си, животът ѝ не е никак лесен – баща ѝ изневерява на майка ѝ и е един от знаменитостите, прибягвал до проститутки.

- Ашли Хауърд е най-добрата приятелка на Кейси. Още от първи курс двете се сближават доста. Ашли става много добра приятелка с Калвин и дори се влюбва в него, но след това разбира, че е гей. Все пак си остава приятелка с него.

- Франи е бившият президент на Зета Бета Зета. Тя е по-голяма сестра на Кейси и нейна наставница не само в клуба, но и в живота. Но след като се доказва като манипулаторка, тя бива изгонена от клуба. След това се връща и с Кейси се сдобряват. Тя е претърпяла коренна промяна и отново става наставница на Кейси.

- Калвин Оуенс е момчето, с което Ръсти се запознава при кандидатстването за братство. След като влиза в Омега Кай Делта, отношенията между него и Ръсти стават враждебни, но и двамата се опитват да запазят приятелството си. Калвин е гей, но се крие, защото се страхува братята му да разберат за това. Доверява само на Ръсти, но скоро целият клуб разбира. Той е отлъчен, но скоро Евън му подава ръка и Калвин отново се връща в Омега Кай. Той става много добър приятел и с Ашли.

- Дейл е съквартирантът на Ръсти. Той е силно религиозен и е твърдо против братствата. Дейл и Ръсти все пак стават приятели въпреки многото трудности, които преодоляват. Той също е основател на СПГС, което е организация против братствата.

- Джен К. е новобранка в Зета Бета Зета. Тя става голямата любов на Ръсти. Има склонност да приказва много, когато е изнервена. Между нея и Ръсти всичко върви идеално, докато тя не написва шокираща статия за братствата, и двамата късат.

- Тина е член на СПГС. Тя обаче превзема организацията на Дейл и той започва да я ненавижда. Тя става гадже на Ръсти, въпреки че постоянно се карат заради братствата.

- Манди е новобранка в Зета Бета Зета. Тя става много добра приятелка с Ребека и двете се съюзяват срещу Кейси.

- Бобъра е член на Капа Тао Гама. Той е приятел на Капи и е известен с глупостта си и склонността си да пийва. Обича купоните и „яките мацки“, като всеки типичен член на Капа Тао. Известен е още с лудия си нрав, както и с желанието му към организирането на много купони и участването му в тях.

- Лизи е наставница на Зета Бета Зета. След статията на Джен К. тя идва в Зета Бета, за да възроди реда. Тя е истинска напаст за всички клубове и ЗБЗ нямат търпение да се оттърват от нея.

- Сенатор Лоуган е бащата на Ребека. Въпреки престижа си той е изневерявал много пъти на жена си и е прибягвал до проститутки.

- Уейд е член на КТГ и е приятел на Бобъра и Капи. Той също е почитател на алкохола.

- Хийт е гаджето на Калвин. Двамата имат кратка връзка, но късат, защото Хийт иска нещо повече.

- Бен Бенет е новобранец в Капа Тао и приятел на Ръсти.

- Джо Египтянина е член на КТГ и е по-големият брат на Капи. Той е изобретил и вулкана Везувий.

- Бетси е членка на ЗБЗ и е известна с това, че се напива до припадък на купоните и сестрите ѝ винаги трябва да се грижат за нея.

- Декан Боуман е декан на колежа Сайпърс Роудс.

- Дино е гаджето на Франи. Той става президент на Омега Кай Делта, след като Евън е свален от този пост.

- Шейн става победител в конкурс на ЗБЗ. Той и Кейси се влюбват, но Евън му плаща да стои далеч от нея. Той приема.

- Тед и Санджи са въздържатели от клуба на Дейл „Девствени до брака“.

## Организации
- Зета Бета Зета е най-престижният женски клуб. Първоначален президент на клуба е била Франи, но след като е свалена става Кейси. Талисман на клуба е котаракът Пуси Уилоу.

- Омега Кай Делта е най-престижното братство. Негов президент е бил Евън Чеймбърс, но след като и той е свален президент става Дино.

- Капа Тао Гама е един от най-непрестижните клубове. Президент е Капи. Ценностите на клуба включват купони, пиене и момичета.

- Пси Фи Пи е едно от братствата, което е за смотаняци. Никое женско дружество не иска да има нещо общо с тях.

- Три Пи е женско дружество, което не е известно с престижа си.

- СПГС е организацията на Дейл против братствата. Негов съдружник става Тина.

## „Колежани“ в България
В България сериалът се излъчва от 2008 г. по bTV и е дублиран на български. Повторенията му се излъчват по Fox Life. Ролите се озвучават от артистите Даниела Йорданова, Ася Братанова, Виктор Танев, Кирил Ивайлов и Илиян Пенев.